# ルドルフ2世 (神聖ローマ皇帝)
ルドルフ2世（ドイツ語：Rudolf II, 1552年7月18日 - 1612年1月20日）は、神聖ローマ皇帝（在位：1576年 - 1612年）・ハンガリー国王（在位：1572年 - 1608年）・ボヘミア国王（在位：1575年 - 1612年）。ハプスブルク家のマクシミリアン2世と皇后マリアの子。オーストリア大公としてはルドルフ5世。父と異なりスペインで教育を受けた敬虔なカトリック教徒だったが、即位してすぐにプラハに籠って科学文化芸術の発展にいそしんだ。

## 生涯
1561年、父マクシミリアン2世がプロテスタント寄りの姿勢に終始したため、ハプスブルク家の同族であるスペイン国王・フェリペ2世が影響を危惧して、その意向によって幼少時をスペインの宮廷で過ごした（1563～1571）。イエズス会の影響を受けて厳格なカトリック教徒となった。
更に、フェリペ2世の宮廷では君主と家臣の区別を意図的に厳格にし、その間には目に見えぬ遮断壁が設けられていたが、ルドルフ2世はその雰囲気になじむ。またスペイン仕込みの自尊心高く高圧的態度に父は驚いたが、スペイン出身の母は受容した。
ルドルフ2世がいたスペイン宮廷は、丁度マドリードに首都が決まり（1561）、新たな宮殿の建設が進み（1564）、レパント沖の海戦（1571）までの時期である。
1576年に父の後を受けて神聖ローマ皇帝に即位する。父は宗教に対しては寛容策を採用することで皇帝権力の強化や国内の安定化を図っていたが、ルドルフ2世はスペイン宮殿での教育で敬虔なカトリックであったが、当初は父同様に寛容な態度で政治を執った。
1577年、オランダにおいてレパント沖の海戦の出費によりフェリペ2世がオランダ軍に資金を十分に払えず反乱が起こったのを鎮めつつあったため、弟のマティアスをオランダに送る（その後の詳細は下記「弟マティアスとの関係」参照）。
1583年、祖父フェルディナンド1世が夏の宮殿を建てていたプラハ城に本格的に首都を移す。この辺り（1578・1580・1581年）からメンタルヘルスが顕著に乱れ始める（1598年に悪化し、1606年辺りは躁鬱の波が酷くなる。遺伝性統合失調の一種とも）
1593～1606年にかけてそれまで比較的平和だったオスマン帝国と戦争をする（Long Turkish war)。
この長いオスマン帝国との戦争が原因で国内情勢は一気に不安定化し、国内各地で反乱が勃発する。特にハンガリーは戦争における疲弊が強かったため反発は凄まじく（Bocskai uprising）、ルドルフ2世は穏健政策として1606年、同地域における信教の自由を認めた（Treaty of Vienna）。
しかしもともと政治能力に欠け、国政を重臣（メルヒオール・クレースルが主に)に任せきっていたルドルフ2世の政策は不徹底だったため、1608年にハンガリーで大規模な反乱が勃発した。ルドルフ2世は王位を放棄し、弟のマティアスにその王位を譲っている。翌1609年、ハンガリーのように反乱が起こることを恐れたルドルフ2世は、勅書でボヘミアにおける信仰の自由を認めたが、これもハンガリーと同様に政策が不徹底だったため、ルドルフ2世の死後、神聖ローマ帝国内において三十年戦争が勃発する一因を作り上げた。1611年にマティアスにボヘミア王を譲る（下記「弟マティアスとの関係」参照）。
1612年に59歳で死去し、他の君主位もマティアスが継いだ。

## 子女

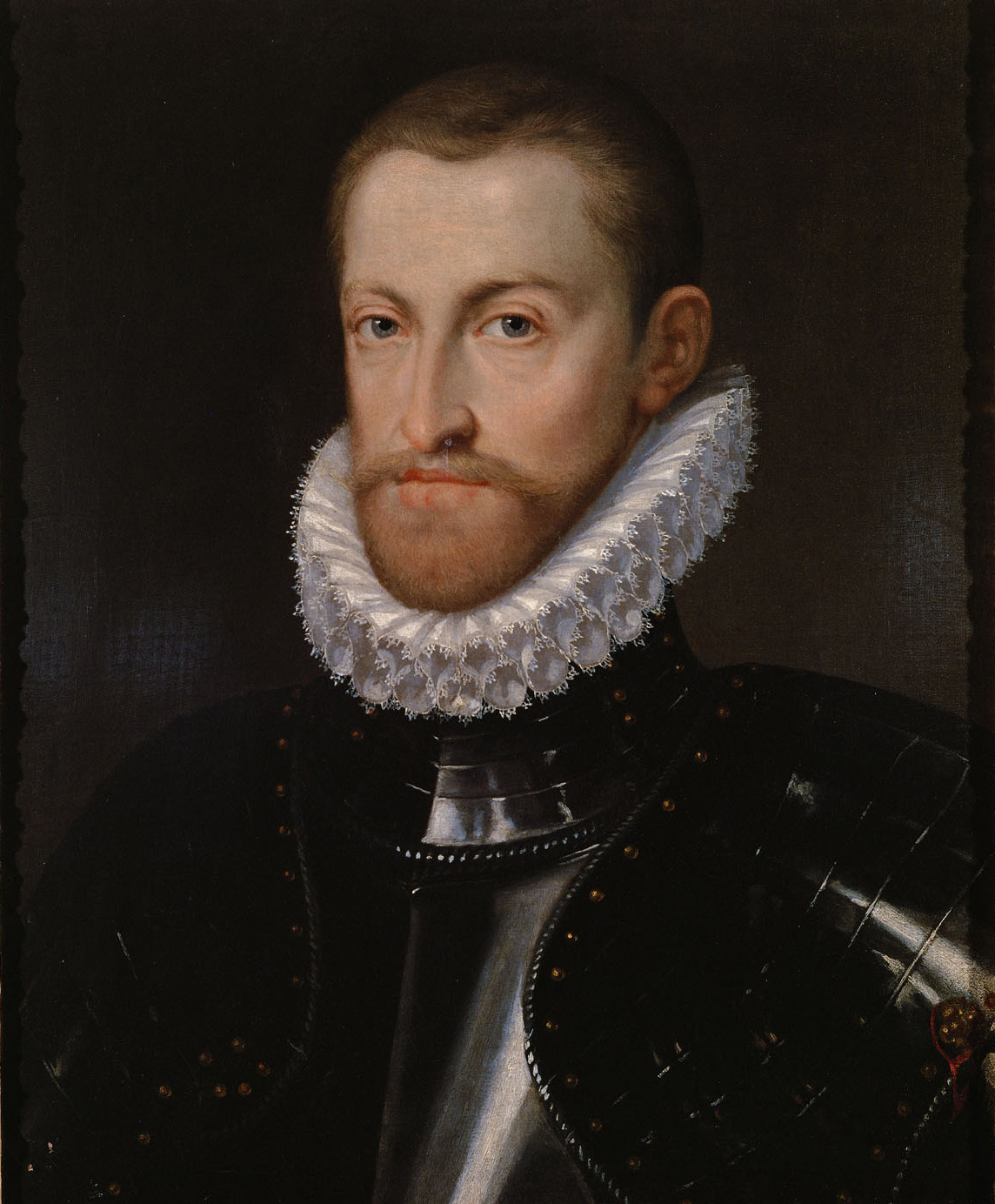
若いルドルフ by Martino Rota

生涯に一度も結婚しなかったが、漁色家として知られ、愛人カテリーナ・ストラドヴァとの間に6人（男女3人ずつ）の庶子を儲けた。
- ユリウス・カエザル（英語版）：精神疾患のため幽閉された[5]
- マティアス：グラーツのイエズス会のもとで育てられ、1619年没[5]
- カール：将校としてトルコ人との戦いに参加、1650年没[5]
- アナ・ドロテア（スペイン語版）：マドリードで修道女[5]
- エリーザベト：ウィーンで修道女[5]
- カロリーナ：結婚した唯一の娘[5]

## 弟マティアスとの関係

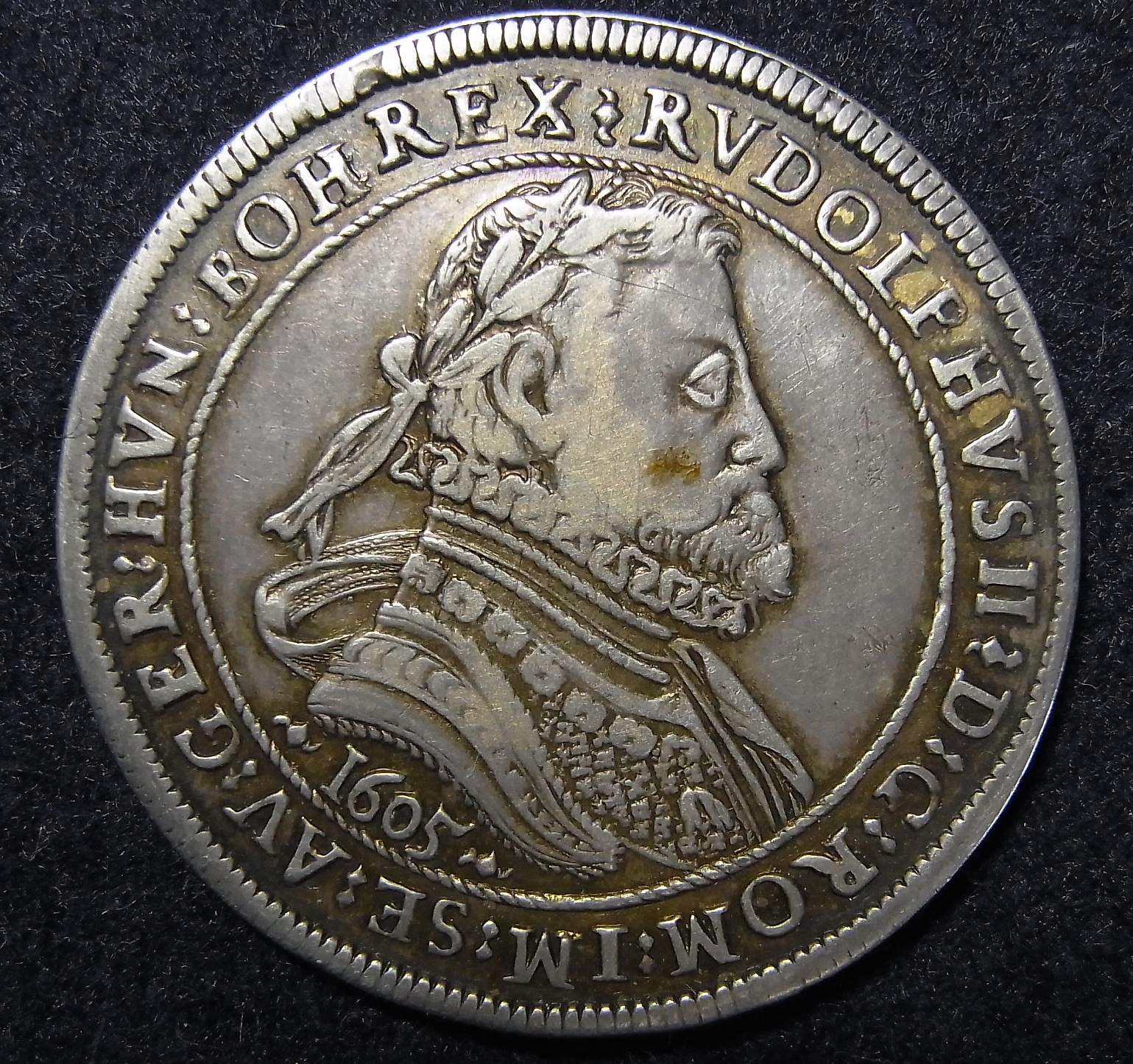
ルドルフ2世のターラー銀貨1605年

弟マティアスとの関係は、ハプスブルク家の歴史の中でも最悪だったという。元々、マティアスは宗教問題などに無策だったルドルフ2世を苦々しく思う一方、ルドルフ2世の才能にコンプレックスを抱いていた。対立を決定的にしたのは1577年、スペイン領ネーデルラントにマティアスが調整役として赴いて失敗したことだという。兄ルドルフはマティアスのウィーン帰還を許さなかった（帰国したのは1583年ルドルフ2世がプラハに首都を移動した直後）。マティアスはハンガリー貴族を利用し（これはルドルフ2世が鎮めている）、後にはボヘミアにおける貴族の支持を得て、1611年にはプラハに侵攻して、兄をボヘミア王から引きずりおろした。その後、ルドルフ2世が亡くなり帝位をマティアスが引き継ぐ。

## 文化的功績

アルチンボルドに依頼した公式肖像画『ウェルトゥムヌスに扮するルドルフ2世』、スウェーデン、スコークロステル城

このように政治的には無能だったルドルフ2世であるが、教養に富んでいたことから文化人としては優れていた。ルドルフ2世が芸術や学問を保護した結果、その下にはルーラント・サーフェリー、バルトロメウス・スプランヘル、ティントレット、ジュゼッペ・アルチンボルド、ハンス・フォン・アーヘン、アドリアーン・デ・フリースといった多数の芸術家が集まり、帝都プラハ（ルドルフ2世が在位中にウィーンから遷都した）は文化的に大いなる繁栄を遂げたのである。プラハは国際マニエリスム様式の重要拠点でもあり、ここを起点にマニエリスム様式は1600年前後のヨーロッパ各国に拡散していった。チェコのガラス工芸（ボヘミアングラス）を世界的レベルに発展させたのも、ルドルフ2世である。またルドルフ2世自身は、特に錬金術に大きな関心を示しており、実際に多くの錬金術師のパトロンとなっていた。天文学者のティコ・ブラーエやヨハネス・ケプラー（ケプラーはルドルフ2世の死後・ルドルフ2世の名前を冠した観測分析の本を出版Rudolphine Tables）、植物学者のシャルル・ド・レクリューズなどもルドルフ2世のもとに出入りしていた。
1597年にプラハ城の北翼にコレクションの部屋を作ることを始め、1605年に完成しコレクション移動している。これが驚異の部屋として有名になるが、その後はコレクションが撤去されスペインホールとして名を残している。